# Droux
Droux (tiếng Occitan: Drolh) là một xã của tỉnh Haute-Vienne, thuộc vùng Nouvelle-Aquitaine, miền trung nước Pháp.